# Marcelo Dileo
Julio Marcelo Dileo (San Nicolás de los Arroyos, 14 de octubre de 1956) es un abogado, político y profesor universitario argentino. Actualmente se desempeña como senador y miembro del Consejo de la Magistratura de la provincia de Buenos Aires.

## Actividad política reciente

### Cargos político-partidarios
Fue convencional nacional en la Convención Nacional de la Unión Cívica Radical de Gualeguaychú 2015. Es Senador de la provincia de Buenos Aires por Cambiemos (segunda sección electoral), habiendo sido su lista votada por 167.715 personas (39,7% del total de los votos), determinando que su boleta fuera la más elegida en aquellas elecciones.
Asimismo, fue miembro del Consejo de la Magistratura de la provincia de Buenos Aires, elegido por el Poder Ejecutivo a cargo de María Eugenia Vidal. Su designación no fue unánime, ya que el representante de la Suprema Corte de la provincia de Buenos Aires (Eduardo Néstor De Lázzari) planteó incompatibilidad por ser Dileo senador en ejercicio mientras que en el Consejo representaría al Poder Ejecutivo. Finalmente, su designación contó con 11 votos a favor (legisladores y abogados), abstención de los representantes judiciales y el voto en contra de De Lázzari.

### Posiciones sobre temas polémicos
Dileo está a favor de la despenalización del aborto, habiendo manifestado su desacuerdo con sus correligionarios de la Unión Cívica Radical en el Senado Argentino que impidieron con sus votos que el proyecto de ley de interrupción voluntaria del embarazo fuera sancionado en el año 2018. A su vez, es pública su posición a favor de la paridad de género en el marco de los cargos públicos.
También expresó —junto a otros senadores provinciales de distintos bloques— su apoyo a la actriz Thelma Fardin luego de su denuncia pública en contra de Juan Darthés en las que había acusado a este último de abuso sexual.